# الدمويون
الدمويون هو فيلم من نوع دراما أُصدر في 1997. الفيلم من إخراج لوران كانتيه، أما السيناريو فكان من كتابة لوران كانتيه وغيليس مارشان.

## طاقم التمثيل
- غيليس مارشان
- Marc Adjadj  [لغات أخرى]‏
- فريديريك بييرو
- جاليل لسبرت

## وصلات خارجية
- الدمويون على موقع IMDb (الإنجليزية)
- الدمويون على موقع ألو سيني (الفرنسية)
- الدمويون على موقع Turner Classic Movies (الإنجليزية)
- الدمويون على موقع أول موفي (الإنجليزية)
- الدمويون على موقع فيلمافينيتي (الإسبانية)
- الدمويون على موقع قاعدة بيانات الفيلم (الإنجليزية)
- الدمويون على موقع ليتربوكسد (الإنجليزية)
- الدمويون على موقع كينوبويسك (الروسية)